# Ішимово (Параньгинський район)
Іши́мово (рос. Ишимово, марій. Эшым) — присілок у складі Параньгинського району Марій Ел, Росія. Входить до складу Русько-Ляжмаринського сільського поселення.

## Населення
Населення — 7 осіб (2010; 8 у 2002).
Національний склад (станом на 2002 рік):
- татари — 75 %